# Императрица Ван
Императрица Ван (кит. упр. 王玉燕, пиньинь Wángyùyàn), личное имя — Цян Яо; 630 — 655) — китайская императрица эпохи Тан. Первая жена императора Гао-цзуна. Впоследствии императрица Ван столкнулась с интригами наложницы У (будущая императрица У Цзэтянь).

## Ранние годы
Будущая императрица родилась приблизительно в 630 году. Ван — это семейная фамилия, а её настоящее имя Цян Яо. Цян Яо была дочерью влиятельного чиновника. В 14 лет она попала в Императорский дворец, вскоре Цян Яо стала наложницей принца Ли (будущий император Гао-цзун). Однако наследный принц не был привязан к своей наложнице, и уделял большее внимание другой наложнице, Сяо.

## Императрица
В 650 году император Тай-цзун скончался, и на престол взошел наследный принц Ли, принявший новое имя Гао-цзун. Цян Яо, как старшая жена получила титул Императрицы. Императрица долгое время надеялась родить наследника и даже обращалась за помощью к знахарям и волшебникам. Однако все её старания были безуспешны. В гареме за любовь Гао-цзуна у императрицы была сильная соперница — «Добродетельная супруга» Сяо, которая являлась матерью принца Ву и других детей императора.

## Борьба с наложницей У
Ещё при жизни императора Тай-цзуна, наследный принц Ли ухаживал за наложницей У. Долгое время молодой император навещал её в монастыре, и в 654 году забрал в императорский дворец. По другой версии, именно императрица Ван возвратила из монастыря наложницу У, чтобы та помогла ей избавиться от Наложницы Сяо, которая была любимицей Гао-цзуна. Как бы там не было, в 654 году У Цзэтянь вернулась в императорский дворец. У Цзэтянь довольно быстро возвысилась до наложницы 2 ранга и отдалила наложницу Сяо от императора. Однако дальше наложница У служить императрице Ван не собиралась. Между женщинами началась война, за влияние на императора. Императрица запугивала наложницу У разными способами и даже пыталась навредить ей с помощью темной магии. В течение целого года Императрица Ван боролась с У Цзэтянь. Однако скандал, разразившийся в 655 году, завершил их войну.
Когда у У Цзэтянь умерла дочь, она обвинила в этом императрицу Ван. Надежных данных об этом нет. По одной версии, убийство совершила императрица Ван из мести. По другой У Цзэтянь сама жестоко убила свою дочь, чтобы обвинить в этом императрицу. Скандал закончится тем, что Гао-цзун лишил императрицу Ван всех титулов и приказал ей наложить на себя руки, что она и сделала. Сразу же после этих событий, У Цзэтянь стала императрицей и избавилась от всего клана Ван.